# 장자크 라퐁

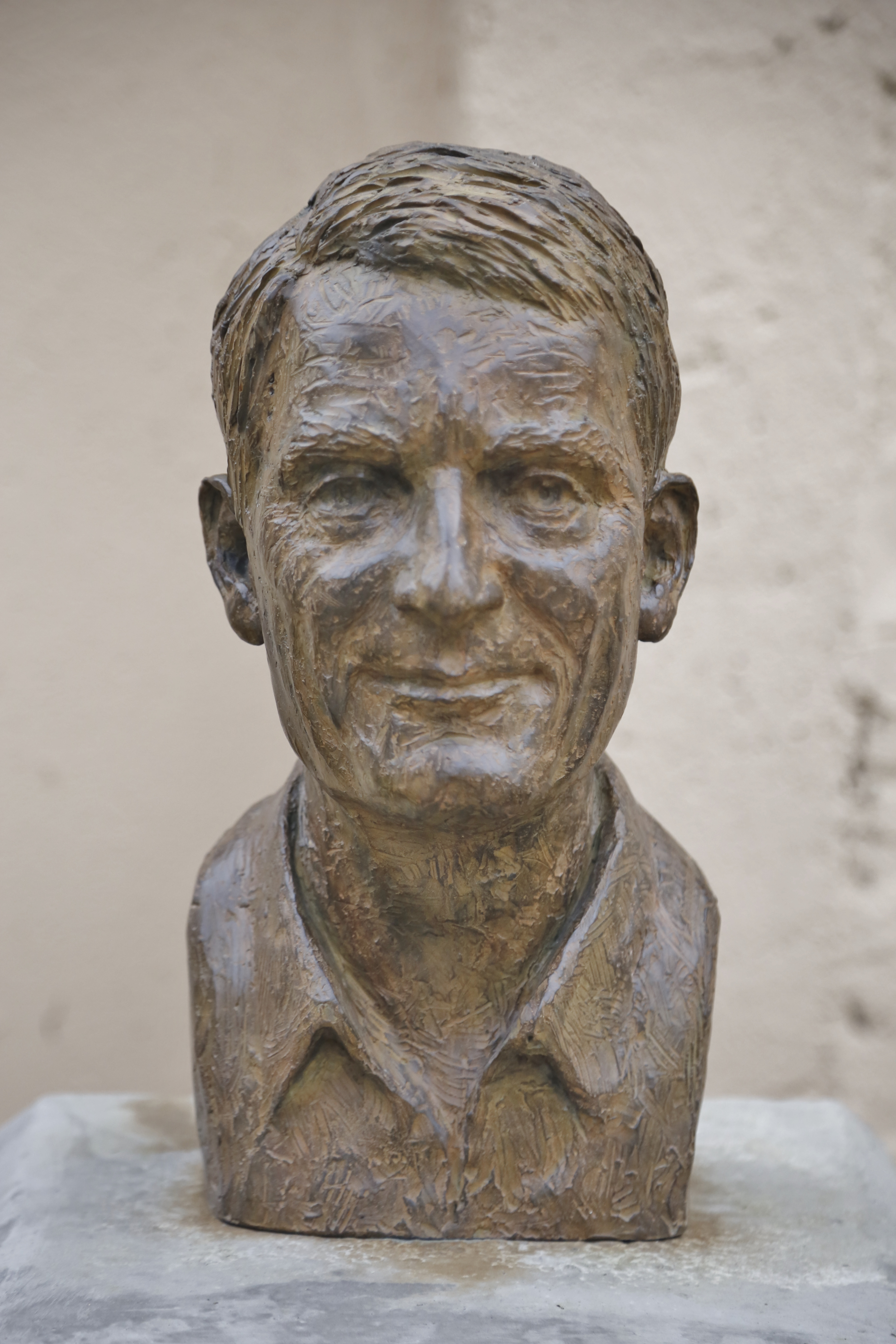

장자크 라퐁(Jean-Jacques Laffont, 본명: Jean-Jacques Marcel Laffont, 1947년 4월 13일 – 2004년 5월 1일)은 공공경제학과 정보경제학을 전문으로 하는 프랑스의 경제학자였다. 툴루즈 대학교와 파리 국립행정경제경제학교(ENSAE)에서 교육을 받은 그는 1975년 하버드 대학교에서 경제학 박사 학위를 받았다.
라퐁은 에콜 폴리테크니크(1975~1987)에서 강의했으며 사회과학고등연구원(1980~2004) 및 툴루즈 대학교I(1991~2001)에서 경제학 교수로 재직했다. 1991년에 그는 툴루즈에 산업 경제 연구소(IDEI, Institut D'Economie Industrielle)를 설립했는데, 이 연구소는 경제학 분야에서 가장 유명한 유럽 연구 센터 중 하나가 되었다. 2001년부터 사망할 때까지 그는 서던캘리포니아 대학교의 존 엘리엇 경제학 석좌의 초대 소유자였다. 경력 기간 동안 17권의 책과 200편 이상의 기사를 썼다. 그가 살아 있었다면 동료이자 협력자인 장 티롤(Jean Tirole)과 함께 2014년 노벨 경제학상을 공동 수상했을 수도 있다.